# Regulationstherapie
Der Begriff Regulationstherapie stammt aus der Alternativmedizin und wird für ganz unterschiedliche Methoden und Verfahren benutzt, von der Homöopathie bis hin zu Reiki, mitunter aber auch für Kneipp-Kuren. Unter Regulationstherapie verstehen Alternativmediziner im weitesten Sinne jede Art von Therapie, die einen „aus dem Gleichgewicht geratenen“ Organismus wieder in den Zustand des Gleichgewichts zurückbringen soll. Dabei sollen in der Regel körpereigene Kräfte aktiviert werden. Das Ergebnis ist dann die Regulation. Der Begriff ist nicht wissenschaftlich definiert.

## Beispiele
Ein Beispiel für ein wissenschaftlich nachweisbares Regelungssystem ist die Körpertemperatur, die im Normalfall durch Zittern oder Schwitzen sehr konstant gehalten wird, im Ausnahmefall (Krankheit) aber zweckgebunden erhöht werden kann (Fieber). Regulationstherapien setzen eine gewisse Funktionsfähigkeit an Regulation voraus, beziehungsweise bemühen sich um die Wiederherstellung der Voraussetzungen zur Regulation. Alternativmediziner führen "funktionelle Störungen" häufig auf "entgleiste Regelsysteme" zurück.

## Konzept
Die Regulationskapazität (Fähigkeit zur Regulation) kann angeblich durch Therapien und entsprechende Lebensführung gesteigert werden. Im einfachsten Falle sind dies physikalische Therapien (z. B. Kneipp-Kuren), es gibt jedoch auch Reizkörpertherapien (Eigenblutbehandlungen), welche die "Regulationskapazität" erhöhen sollen. Systeme, welche sich am Rand ihrer Regulationskapazität bewegen, können nach dieser Theorie bereits durch geringe Störungen in einen krankhaften Zustand fallen. So kann z. B. eine Veränderung der Luftionisation (Föhn in den Bergen) zu erheblichen Befindlichkeitsbeeinträchtigungen führen. Allerdings ist das nach medizinischer Auffassung keine Krankheit, sondern eine vorübergehende Befindlichkeitsstörung.
Vertreter von Regulationstherapien lehnen bei extrem komplexen, vielfach vernetzten Systemen aus Regelkreisen, wie beim menschlichen Körper, kausale Ursache-Wirkung-Betrachtungen ab und verwenden stattdessen oft unspezifische Maßnahmen, die die Regulationskapazität wiederherstellen sollen. Zu den Regulationstherapien zählen u. a. die Homöopathie, Akupunktur, die Manuelle Medizin, die Therapeutische Hyperthermie und die Neuraltherapie.